# محمداقبال نائب‌زهی
 محمداقبال نائب‌زهی (شهنوازی) نوجوان ۱۶ سالهٔ ایرانی است که در جمعه خونین زاهدان و در جریان خیزش ۱۴۰۱ ایران کشته شد. به گفته برادرش او برای نماز جمعه به مصلای مسجد جامع مکی زاهدان رفته بود و در داخل مصلا هدف گلوله تک‌تیرانداز قرار گرفته‌است و پس برخورد گلوله به قلبش کشته شده‌است. او یک کارگر ساختمانی و بدون شناسنامه بوده‌است و از سن ۹ سالگی وارد شغل کارگری ساختمان شده بود و نزد برادر بزرگ‌ترش کار می‌کرد. او آرزو داشت که برای خرید یک گوشی هوشمند پول پس‌انداز کند تا بتواند یک حساب اینستاگرام باز کند.
محمد اقبال کودک کار و فاقد شناسنامه بود و در آمدش را صرف پدر و مادر سالخوده اش می کرد . هم‌چنین طبق گفته برادر محمد اقبال، احسان نائب زهی پدر خانواده نیاز محمد مبتلا بیماری سرطان خون است.

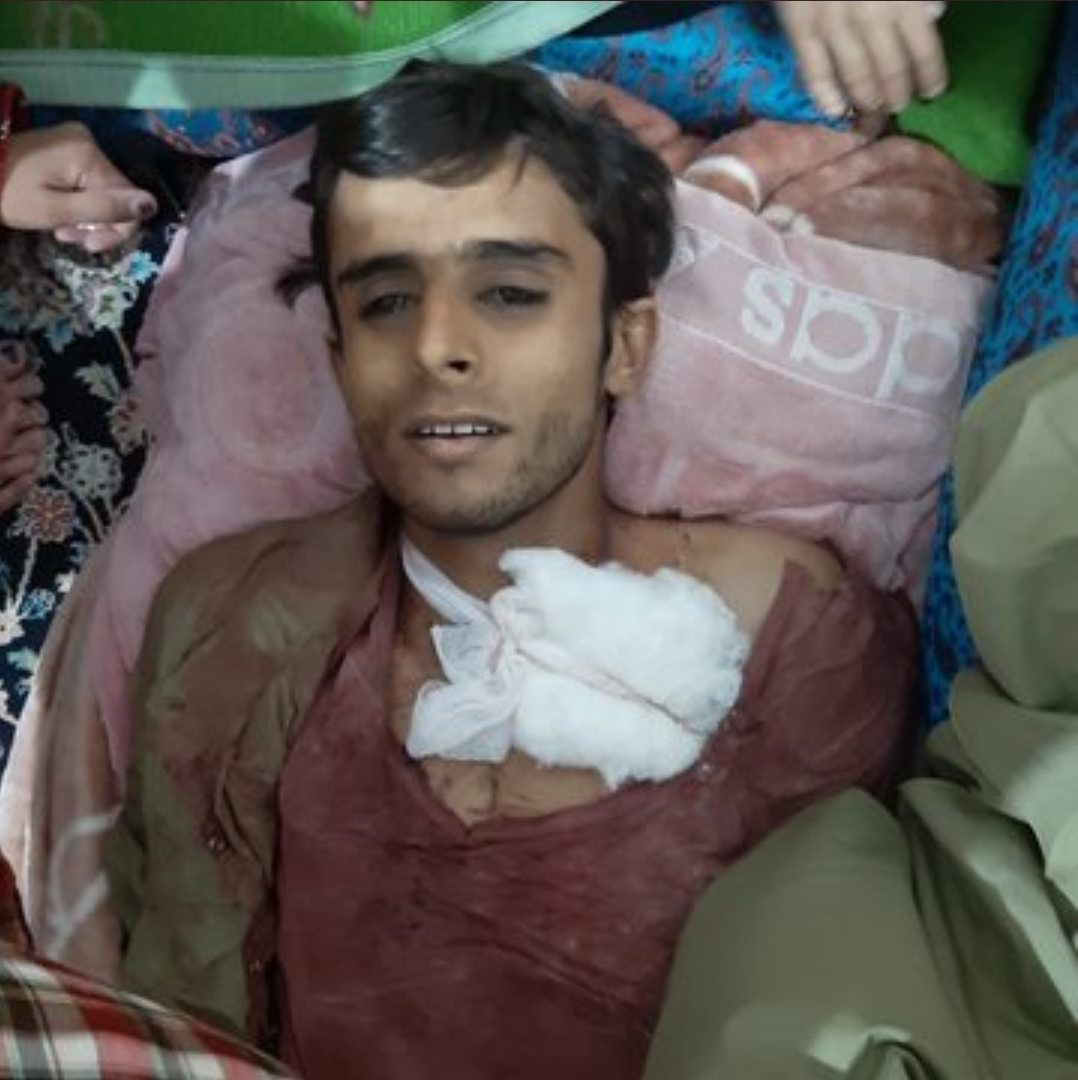
پیکر محمداقبال نائب‌زهی که در جمعه خونین زاهدان کشته شد

## کشته‌شدن
برادر او کشته شدن او را اینگونه روایت می‌کند:
«پسر نمازگزاری بود، هر جمعه به نماز جمعه می‌رفت، مثل هزاران هزار بلوچ دیگر… آن روز هم طفلی کرایه تاکسی نداشت و پیاده رفته بود، فاصله مصلی نماز جمعه اهل سنت تا خانه پدر محمداقبال بالای دوازده کیلومتر می‌شود… مردم در حال خواندن نماز پایانی بودند که نیروهای لباس شخصی حکومت به سمت پاسگاه حمله‌ور می‌شوند تا مردم نمازگزار را تشویق به حمله کنند… بعد که متوجه می‌شوند اکثریت مردم به سمت پاسگاه حمله نمی‌کنند تا بهانه سرکوب دست نیروها بدهند، از ارتفاع‌هایی که نیروهای‌شان دید کامل به داخل مصلی داشتند، شروع به تیراندازی کردند که یک گلوله از پشت به محمداقبال برخورد می‌کند…»— احسان نائب‌زهی، رادیو فردا
خانواده محمداقبال نائب‌زهی پیکر او را از مسجد مکی تحویل گرفته‌اند و پیکر این نوجوان ۱۶ ساله به گفته برادرش به مدت ۲۴ ساعت در اتاق پذیرایی پدرش بوده است.
 «سردخانه تحویل ندادیم. گفتیم شهید شده و نیازی به کالبدشکافی و چنین چیزهایی نیست، در غم خودمان بودیم».— احسان نائب‌زهی، رادیو فردا

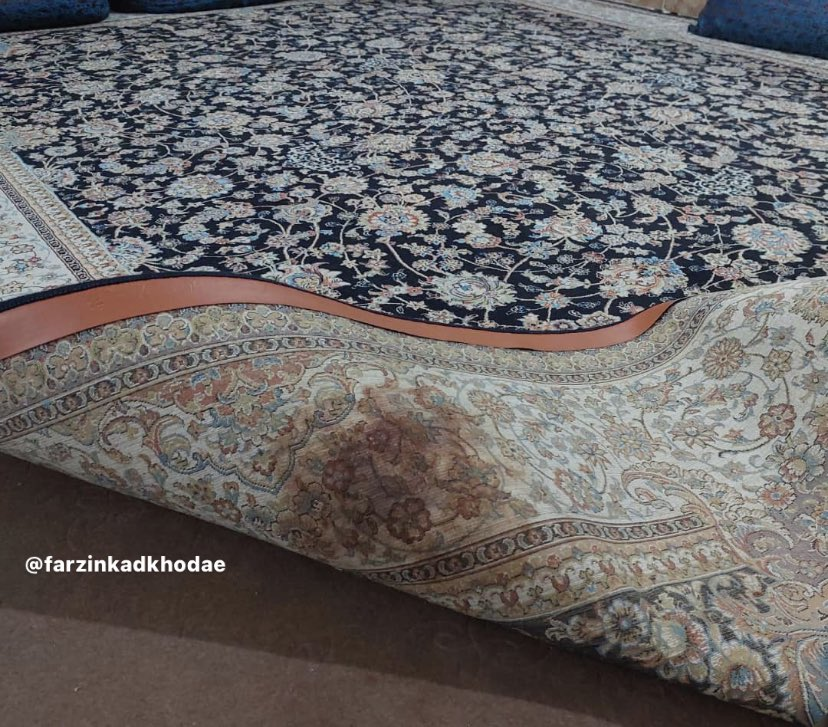
خانواده او از ترس ربوده شدن، جسد او را به سردخانه تحویل ندادند و پیکر محمداقبال را تا زمان خاکسپاری، در خانه در میان یخ گذاشته بودند.
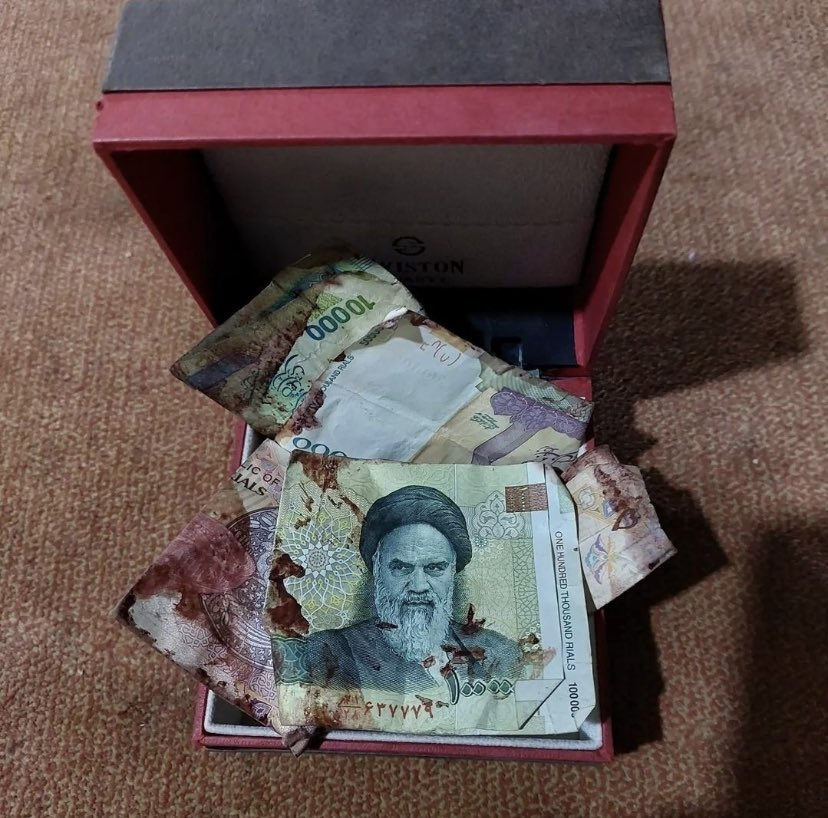
پول همراه محمد اقبال در زمان کشته شدن